# System (geologia)
System – formalna jednostka chronostratygraficzna stanowiąca część eratemu, dzieląca się na oddziały; sekwencja skał powstałych w ciągu jednego okresu geologicznego.